# مقاطعة هارلن (كنتاكي)
مقاطعة هارلان (بالإنجليزية: Harlan County)‏ هي إحدى المقاطعات في ولاية كنتاكي في الولايات المتحدة الأمريكية.